# Єлене (Великопольське воєводство)
Єлене (пол. Jelenie) — село в Польщі, у гміні Крашевиці Остшешовського повіту Великопольського воєводства.
Населення — 419 осіб (2011).
У 1975-1998 роках село належало до Каліського воєводства.

## Демографія
Демографічна структура станом на 31 березня 2011 року:
|          | Загалом | Допрацездатний вік | Працездатний вік | Постпрацездатний вік |
| -------- | ------- | ------------------ | ---------------- | -------------------- |
| Чоловіки | 214     | 53                 | 134              | 27                   |
| Жінки    | 205     | 39                 | 113              | 53                   |
| Разом    | 419     | 92                 | 247              | 80                   |